# Drosophila trichiaspis
Drosophila trichiaspis är en tvåvingeart som beskrevs av Oswald Duda 1940. 
Drosophila trichiaspis ingår i släktet Drosophila och familjen daggflugor. Artens utbredningsområde är södra Afrika.